# Daddy! Daddy! Do!
«Daddy! Daddy! Do! feat. Airi Suzuki» es el sencillo 40 del cantante japonés Masayuki Suzuki y la cantante japonesa Airi Suzuki, lanzado por Epic Records Japan el 15 de abril de 2020. La canción fue utilizada como tema de apertura de la segunda temporada de la adaptación al anime del manga Kaguya-sama: Love Is War.

## Composición
Es el sencillo número 40 de Masayuki, 40 años después de su debut musical. Siguiendo su trabajo anterior «Love Dramatic», el anime Kaguya-sama: Love Is War adoptó la canción como segundo tema de apertura. La composición corrió a cargo de Yoshiki Mizuno bajo el mismo sello de Ikimonogakari, fue producido por Akimitsu Honma, junto con la voz de la exintegrante de ℃ -ute, Airi Suzuki.
Además de ser lanzado en descarga digital, la canción también se lanzó en CD con la versión usada en el anime Kaguya-sama wa Kokurasetai: Tensai-tachi no Ren'ai Zunōsen por tiempo limitado con una chaqueta de los personajes dibujados.
El álbum del 40 aniversario del cantante, titulado ALL TIME ROCK 'N' ROLL que contiene esta canción también se lanzó al mismo tiempo e incluyó un boleto de solicitud de obsequio especial como privilegio de comprador del sencillo.

## Posicionamiento en listas
| Lista (2020)   | Mejor posición |
| -------------- | -------------- |
| Japón (Oricon) | 15             |